# Stanisław Siewierski (ur. 1600)
Stanisław Siewierski herbu Ogończyk (ur. 1600) –  komornik wieluński, elektor Władysława IV Wazy.

## Życiorys
Stanisław Siewierski pochodził ze szlacheckiego rodu Siewierskich herbu Ogończyk. Był synem starosty ostrzeszowskiego Stanisława Siewierskiego i Zofii z domu Bojanowskiej oraz bratem starosty ostrzeszowskiego i posła na sejm Andrzeja Siewierskiego.                   Siewierski poślubił Joannę Kraśnicką łowczankę wieluńską. W 1622 roku otrzymał nominację na urząd komornika wieluńskiego.  Elekcję Władysława IV podpisał reprezentując województwo brzeskokujawskie. 